# Lista localităților fictive din România

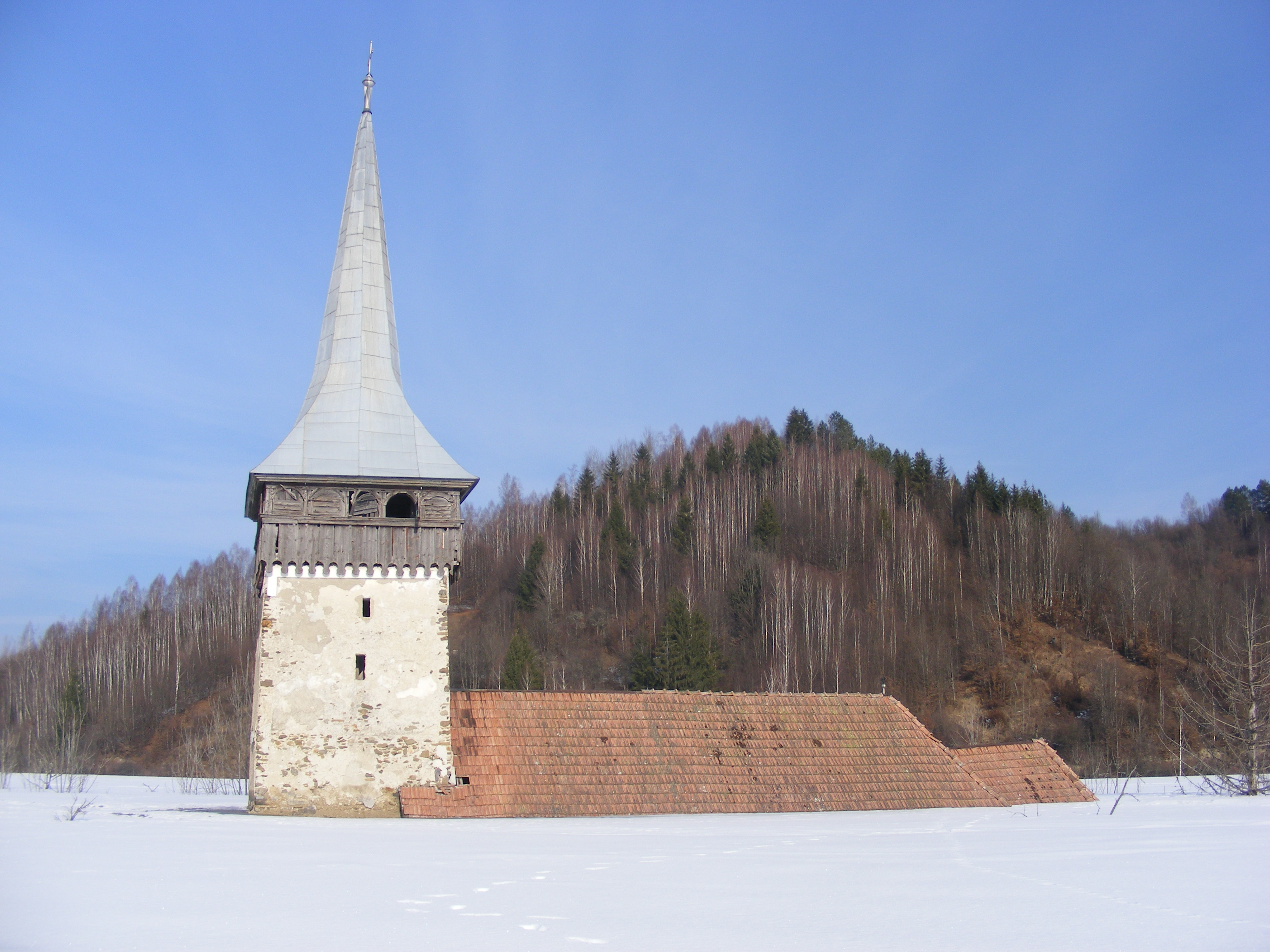
Biserica din Geamăna este ultima clădire vizibilă din satul acoperit de steril.

Acest articol conține lista localităților fictive din România, respectiv localitățile depopulate sau dispărute dar care nu au fost desființate printr-un act normativ. Deși ele apar în nomenclatorul SIRUTA sau alte date oficiale administrate și utilizate de instituțiile publice din România, în realitate aceste localități nu mai există. 
În România există localități pustii fără locuitori din care au mai rămas doar niște case în degradare, precum și localități fictive care în realitate se află acum pe fundul unui lac de acumulare sau care au dispărut în urma unei inundații , a unei alunecări de teren sau în urma construcției Canalului Dunăre - Marea Neagră.  Unele din aceste localități nu au nici o construcție, nu au căi de acces și pot fi localizate pe un teren viran doar în baza hărților istorice. Altele au fost mutate în componența unor localități vecine păstrându-se totuși și denumirea localității comasate ce trebuia să dispară. Toate aceste localități fictive au cod poștal cu toate că în multe cazuri nu există nici o locuință, nici măcar în paragină. 
Aproximativ 1% din numărul total de localități din SIRUTA intră în categoria localităților fictive.

| Nume                | Cod SIRUTA | UAT                 | Județ         | Populație (2011) | Observații | Coordonate                                            | Referințe                                                                                           |
| ------------------- | ---------- | ------------------- | ------------- | ---------------- | --- | ----------------------------------------------------- | --------------------------------------------------------------------------------------------------- |
| Alexandru I. Cuza   | 103050     | Fundulea            | Călărași      | 0                | Conform informațiilor din cadrul Recensământului Populației și Locuințelor din anul 2011 localitatea nu avea nici un locuitor la data recensământului. Localitatea nu are o vatră, gospodării sau rețea de acces identificabilă pe baza imaginilor satelitare recente. În locația vechii localități, nu mai există nimic, în prezent perimetrul localității delimitează doar un teren viran. În zonă se mai găsesc o serie de construcții lângă pădurea Rărești, respectiv o fermă mai mare și câteva depozite. În conformitate cu informațiile statistice din anul 2013 ale Autorității Naționale Sanitar Veterinare și Pentru Siguranța Alimentelor localitatea figurează cu 2281 de ovine, 107 caprine și 237 porci. Cel mai probabil ferma figurează ca fiind localitate, însă fiind o unitate zootehnică nu are locuire permanentă, numărul de locuitori fiind zero conform recensământului populației din anul 2011. În acest context o fermă nu poate fi considerată a fi o localitate.                                                                                        | 44°25′41″N 26°28′53″E / 44.427948153°N 26.481297484°E | Arhivat în 23 februarie 2015, la Wayback Machine.                                                   |
| Andici              | 56862      | Ceanu Mare          | Cluj          | 0                | Conform informațiilor din cadrul Recensământului Populației și Locuințelor din anul 2011 localitatea nu avea nici un locuitor la data recensământului. În perimetrul localității pe imaginile satelitare recente se mai poate observa o singură gospodărie. | 46°39′09″N 23°55′27″E / 46.652386421°N 23.924280206°E | Arhivat în 23 februarie 2015, la Wayback Machine.                                                   |
| Ardealu             | 160341     | Dorobanțu           | Tulcea        | 0                | Conform informațiilor din cadrul Recensământului Populației și Locuințelor din anul 2011 localitatea nu avea nici un locuitor la data recensământului. Pe imaginile satelitare recente se poate observa că în zona vechii localități care se poate identifica doar pe Planurile Directoare de Tragere (1916-1959) localitatea nu mai are o vatră, gospodării sau rețea de acces, identificabilă. În prezent perimetrul localității delimitează un teren viran, fără construcții. | 44°58′28″N 28°18′31″E / 44.974474307°N 28.308642333°E | |
| Arțari              | 146815     | Hănțești            | Suceava       | 14               | Conform informațiilor din cadrul Recensământul Populației și Locuințelor din anul 2011 localitatea avea paisprezece locuitori la data recensământului. Localitatea nu a putut fi identificată pe Planurile Directoare de Tragere(1916-1959) sau pe imaginile satelitare recente. Conform surselor cartografice prezente perimetrul localității delimitează un simplu teren viran. Un articol eliberat de Primăria Adâncata din Județul Suceava atestă faptul că unitatea administrativă ce conținea și satul Arțari a fost desființată în anul 1968 din rațiuni ce aparțin formelor de guvernământ ale vremii. | 47°45′42″N 26°18′49″E / 47.761694517°N 26.313613676°E | Arhivat în 23 februarie 2015, la Wayback Machine.                                                   |
| Baștea              | 89972      | Lăpugiu de Jos      | Hunedoara     | 0                | Conform informațiilor din cadrul Recensământului Populației și Locuințelor din anul 2011 localitatea nu avea nici un locuitor la data recensământului. Perimetrul localității delimitează doar trei construcții, posibil o singură gospodărie, într-o zonă izolată și fără drum de acces în zonă. Într-un ziar local din anul 2008 localitatea figurează pe lista satelor complet depopulate; localitatea și-a restrâns foarte mult vatra satului, practic dispărând din teren, rămânând doar cele trei construcții în picioare. În conformitate cu informațiile statistice din anul 2013 ale Autorității Naționale Sanitar Veterinare și Pentru Siguranța Alimentelor în localitate a fost crotaliată o singură ovină. | 45°52′40″N 22°24′47″E / 45.877749349°N 22.412962311°E | |
| Bădila              | 19711      | Valea Iașului       | Argeș         | 1                | Conform informațiilor din cadrul Recensământului Populației și Locuințelor din anul 2011 localitatea avea un singur locuitor la data recensământului. Conform ziarului Adevărul, în anul 2011 localitatea mai avea un singur locuitor. Localitatea are o vatră și o rețea de drumuri identificabilă pe imaginile satelitare recente. Satul este alcătuit din gospodării părăsite identificabile pe imaginile satelitare. În conformitate cu informațiile statistice din anul 2013 ale Autorității Naționale Sanitar Veterinare și Pentru Siguranța Alimentelor în localitate a fost crotaliat un singur porc. | 45°12′07″N 24°42′29″E / 45.201856748°N 24.708162534°E | [nefuncțională]                                                                                     |
| Bălănești           | 22264      | Dealu Morii         | Bacău         | 2                | Conform informațiilor din cadrul Recensământul Populației și Locuințelor din anul 2011 localitatea avea doi locuitori la data recensământului. În perimetrul vechii localități se mai observă o singură gospodărie, cu 3 construcții, aparent părăsite. Conform ziarului Adevărul de Iași din anul 2002 localitatea este părăsită. În conformitate cu informațiile statistice din anul 2013 ale Autorității Naționale Sanitar Veterinare și Pentru Siguranța Alimentelor localitatea figurează cu 250 de ovine și 114 de caprine. | 46°19′59″N 27°19′03″E / 46.332924737°N 27.317495057°E | |
| Bârlibășoaia        | 114621     | Albești             | Mureș         | 0                | Conform informațiilor din cadrul Recensământului Populației și Locuințelor din anul 2011 localitatea nu avea nici un locuitor la data recensământului. Localitatea este compusă din trei gospodării și probabil a fost părăsită la un moment dat. | 46°16′42″N 24°50′26″E / 46.278408945°N 24.840507623°E | |
| Boboș               | 22282      | Dealu Morii         | Bacău         | 0                | Conform informațiilor din cadrul Recensământului Populației și Locuințelor din anul 2011 localitatea nu avea nici un locuitor la data recensământului.Pe imaginile satelitare recente se poate observa că în zona vechii localități nu există gospodării sau o rețea de acces. Perimetrul localității înconjoară un teren viran, fără construcții. Conform Ziarului de Iași din anul 2002 localitatea nu mai există. | 46°17′39″N 27°19′19″E / 46.294177572°N 27.321982000°E | |
| Bold                | 37976      | Manoleasa           | Botoșani      | 0                | Conform informațiilor din cadrul Recensământului Populației și Locuințelor din anul 2011 localitatea nu avea nici un locuitor la data recensământului. Conform Planurilor Directoare de Tragere (1916 - 1959) se poate identifica faptul că localitatea este în momentul de față sub lacul Stânca Costești. Localitatea a fost acoperită de ape odată cu construirea barajului și formarea lacului de acumulare Stânca Costești. OpenStreet Map și WikiMapia indică poziționarea localității într-o zonă unde pe imaginile satelitare recente se pot observa doar clădiri dărâmate. ANCPI reprezintă pe harta Topro5 localitatea Bold, ca un poligon cu două trupuri, unul dintre ele pe un câmp gol și un altul cuprinzând ferma industrială de la „Stânca Ripiceni”, care aparține în realitate de localitatea Ripicenii. ANCPI poziționează Ripicenii Vechi pe un câmp gol în sudul localității Ripiceni. În conformitate cu informațiile statistice din anul 2013 ale Autorității Naționale Sanitar Veterinare și Pentru Siguranța Alimentelor localitatea figurează cu 7 bovine. | 47°57′43″N 27°08′09″E / 47.962010926°N 27.135700127°E | |
| Bordeștii Poieni    | 8470       | Vidra               | Alba          | 0                | Conform informațiilor din cadrul Recensământului Populației și Locuințelor din anul 2011 localitatea nu avea nici un locuitor la data recensământului. Localitatea are o vatră și o rețea de drumuri identificabilă pe baza imaginilor satelitare recente. Perimetrul localității delimitează gospodăriile vechi, care în prezent sunt abandonate. Conform unui articol din Hotnews din anul 2005 localitatea este declarată depopulată. | 46°21′18″N 22°55′29″E / 46.355127401°N 22.924653898°E | |
| Borșa-Crestaia      | 56292      | Borșa               | Cluj          | 0                | Conform informațiilor din cadrul Recensământului Populației și Locuințelor din anul 2011 localitatea nu avea nici un locuitor la data recensământului. Localitatea are o vatră și o rețea de drumuri identificabilă pe imaginile satelitare recente. Conform paginii 295 din raportul Revistei Transilvane de științe Administrative, localitatea a fost desființată în baza legii 2/1989; probabil a fost contopită cu localitatea Borșa. Ea rămâne în lista Siruta din cauza abrogării legii 2/1989 cu decretul din 1990. | 46°55′40″N 23°39′42″E / 46.927847512°N 23.661681062°E | |
| Bostănești          | 22308      | Dealu Morii         | Bacău         | 2                | Conform informațiilor din cadrul Recensământului Populației și Locuințelor din anul 2011 localitatea avea doi locuitori la data recensământului. Perimetrul localității mai are o singură gospodărie identificabilă pe imaginile satelitare recente. Conform unui articol din anul 2002 din Ziarul de Iași, primarul Ion Stan a declarat "La Bostănești mai e o casa cu doua persoane”. Conform Serverului Cartografic al Institutului Național al Patrimoniului localitatea este dispărută. | 46°19′00″N 27°19′03″E / 46.316585989°N 27.317628589°E | |
| Bota                | 25978      | Ungureni            | Bacău         | 0                | Conform informațiilor din cadrul Recensământului Populației și Locuințelor din anul 2011 localitatea nu avea nici un locuitor la data recensământului. Perimetrul localității identificat conform Planurilor Directoare de Tragere (1916-1959) delimitează un teren viran, fără construcții (în apropierea cotei 1001m), într-o zonă izolată, fără drum de acces. Conform Serverului Cartografic al Institutului Național al Patrimoniului localitatea a fost desființată în anul 1970. | 46°31′16″N 27°08′28″E / 46.521061271°N 27.141097645°E | |
| Botoi               | 163529     | Dragomirești        | Vaslui        | 0                | Conform informațiilor din cadrul Recensământului Populației și Locuințelor din anul 2011 localitatea nu avea nici un locuitor la data recensământului. Localitatea a putut fi identificată doar pe Planurile Directoare de Tragere (1916-1959) și pe hărțile topografice rusești. În prezent pe imaginile satelitare recente se poate observa faptul că perimetrul vechii localități înconjoară un teren viran și o singură construcție. Conform Serverului Cartografic al Institutului Național al Patrimoniului localitatea a fost depopulată în anul 1978 ca urmare a alunecărilor de teren. | 46°35′36″N 27°22′56″E / 46.593399184°N 27.382334004°E | |
| Bran                | 97116      | Golăiești           | Iași          | 0                | Perimetrul vechii localități delimitează un teren viran, fără construcții. Din vechea vatră a satului nu mai este vizibilă nici o construcție care să ateste existența localității. Conform Serverului Cartografic al Institutului Național al Patrimoniului localitatea este dispărută. Conform unui articol din anul 2010 al ziarului de Iași ”Branul s-a destrămat, practic, de când a fost construit digul peste Prut.” | 47°14′49″N 27°42′50″E / 47.247045372°N 27.713783801°E | |
| Brădeanca           | 43484      | Jirlău              | Brăila        | 0                | Conform informațiilor din cadrul Recensământului Populației și Locuințelor din anul 2011, localitatea nu avea nici un locuitor la data recensământului. Pe imaginile satelitare recente se poate observa că în zona vechii localități, care se poate identifica doar pe Planurile Directoare de Tragere (1916-1959) nu mai există vatră, gospodării sau rețea de acces. Perimetrul vechii localități delimitează un teren viran, care nu mai are nici o construcție sau o rețea de drumuri. Limita localității de pe geoportalul ANCPI este incorect poziționată la est de DJ 203, în apropierea toponimului Malul Țiganului, iar acel perimetru delimitează o singură construcție care pare a fi o stână de oi. | 45°08′27″N 27°12′41″E / 45.140875689°N 27.211304841°E | |
| Bunea Mică          | 156874     | Făget               | Timiș         | 0                | Conform informațiilor din cadrul Recensământului Populației și Locuințelor din anul 2011 localitatea nu avea nici un locuitor la data recensământului. Perimetrul vechii localități delimitează un teren viran, fără construcții, pe care mai sunt vizibile contururile fostelor gospodării din Bunea Mică. Conform Enciclopediei României ”De la începutul anilor '80, satul este complet depopulat”. | 45°55′29″N 22°05′39″E / 45.924660947°N 22.094286089°E | |
| Bunești             | 87889      | Balșa               | Hunedoara     | 0                | Conform informațiilor din cadrul Recensământului Populației și Locuințelor din anul 2011 localitatea nu avea nici un locuitor la data recensământului. Pe imaginile satelitare recente localitatea are o vatră și o rețea de drumuri. Conform blogului lui Daniel Iancu ilustrat și cu fotografii, satul este ”părăsit în totalitate de câțiva ani buni. Are curent electric, are biserică… Nu prea are drum.” | 46°03′55″N 23°02′04″E / 46.065291089°N 23.034314792°E | |
| Caraiman            | 71000      | Brabova             | Dolj          | 0                | Conform informațiilor din cadrul Recensământului Populației și Locuințelor din anul 2011 localitatea nu avea nici un locuitor la data recensământului. Pe imaginile satelitare recente, pe locul vechii localități se poate observa că nu există gospodării sau rețea de acces. Perimetrul localității înconjoară un teren viran, fără construcții. Conform Serverului Cartografic al Institutului Național al Patrimoniului localitatea este dispărută. | 44°20′48″N 23°22′46″E / 44.346707080°N 23.379357247°E | |
| Cacanesti           |            |                     |               |                  | Sat în Transilvania în nuvela A medve lui György Moldova. |                                                       | |
| Carpenii de Sus     | 7972       | Șpring              | Alba          | 0                | Conform informațiilor din cadrul Recensământului Populației și Locuințelor din anul 2011 localitatea nu avea nici un locuitor la data recensământului. Pe imaginile satelitare recente, pe locul vechii localități se poate identifica o singură gospodărie. Conform unui articol din anul 2005 din HotNews localitatea este pustie. | 45°59′34″N 23°42′31″E / 45.992662293°N 23.708555262°E | |
| Câșlița             | 160190     | Chilia Veche        | Tulcea        | 0                | Conform informațiilor din cadrul Recensământului Populației și Locuințelor din anul 2011 localitatea nu avea nici un locuitor la data recensământului. Localitatea nu se află pe Planurile Directoare de Tragere (1916-1959), dar pe ortofotoplanuri în perimetrul localității pot fi identificate patru gospodării ce par a fi niște ferme. În conformitate cu informațiile statistice din anul 2013 ale Autorității Naționale Sanitar Veterinare și Pentru Siguranța Alimentelor localitatea deține 80 de bovine. Cel mai probabil ferma figurează ca fiind localitate, însă fiind o unitate zootehnică nu are locuire permanentă, numărul de locuitori fiind zero conform recensământului populației din anul 2011. În acest context o fermă nu poate fi considerată a fi o localitate. | 45°21′00″N 29°17′55″E / 45.349903927°N 29.298516727°E | |
| Câmpina             |            |                     |               |                  | Sat în Transilvania în roman Farkasverem lui Albert Wass. |                                                       | |
| Cervicești-Deal     | 38125      | Mihai Eminescu      | Botoșani      | 0                | Conform informațiilor din cadrul Recensământului Populației și Locuințelor din anul 2011 localitatea nu avea nici un locuitor la data recensământului. Localitatea a fost identificată pe Planurile Directoare de Tragere (1916-1959), iar pe ortofotoplanuri perimetrul localității delimitează 5 gospodării în componență, dar numai 2 sunt în apropierea vechii vetre. Limitele ANCPI includ în această localitate 5 gospodării, despărțite de lacul Urechioiu. Într-un articol din 1998, din ziarul ”Ziarul de Iași”, satul figura cu un singur locuitor. | 47°48′31″N 26°30′57″E / 47.808506176°N 26.515759794°E | |
| Cetățuia            | 74643      | Vela                | Dolj          | 0                | Conform informațiilor din cadrul Recensământului Populației și Locuințelor din anul 2011 localitatea nu avea nici un locuitor la data recensământului. Localitatea a fost identificată pe Planurile Directoare de Tragere (1916-1959), dar pe ortofotoplanuri perimetrul delimitează un teren viran, fără construcții, pe poziția vechii vetre a satului. | 44°17′39″N 23°23′02″E / 44.294056284°N 23.384017293°E | |
| Checheș             | 158626     | Secaș               | Timiș         | 0                | Conform informațiilor din cadrul Recensământului Populației și Locuințelor din anul 2011 localitatea nu avea nici un locuitor la data recensământului. Localitatea a fost identificată pe Planurile Directoare de Tragere (1916-1959), dar pe ortofotoplanuri nu se mai observă nicio construcție și nici drumul de acces spre sat. Din localitatea Checheș se mai păstrează doar contururile aproximative ale gospodăriilor vechii localități. | 45°53′47″N 21°45′17″E / 45.896347318°N 21.754671638°E | |
| Chiașu              | 72025      | Dăbuleni            | Dolj          | 0                | Conform informațiilor din cadrul Recensământului Populației și Locuințelor din anul 2011 localitatea nu avea nici un locuitor la data recensământului. Localitatea nu se află nici pe Planurile Directoare de Tragere (1916-1959), iar pe ortofotoplanuri perimetrul localității delimitează un teren viran, fără construcții. | 43°45′30″N 24°04′49″E / 43.758386866°N 24.080187613°E | |
| Cicârd              | 5265       | Lopadea Nouă        | Alba          | 0                | Conform informațiilor din cadrul Recensământului Populației și Locuințelor din anul 2011 localitatea nu avea nici un locuitor la data recensământului. Localitatea a fost identificată pe Planurile Directoare de Tragere (1916-1959), dar pe ortofotoplanuri perimetrul localității delimitează o singură construcție aflată pe teritoriul vechii vetre. Într-un articol din ziarul ”Gândul”, datat 2005, localitatea este declarată depopulată. | 46°16′27″N 23°54′17″E / 46.274031023°N 23.904680003°E | |
| Cinghiniia          | 38759      | Ripiceni            | Botoșani      | 0                | Conform informațiilor din cadrul Recensământului Populației și Locuințelor din anul 2011 localitatea nu avea nici un locuitor la data recensământului. Localitatea a fost identificată pe Planurile Directoare de Tragere (1916-1959), dar pe ortofotoplanuri perimetrul localității delimitează un teren viran, câmp arat, fără construcții, pe malul lacului Stânca Costești. Cel mai probabil localitatea a fost desființată în timpul construcției barajului și populația mutată într-un sat din apropiere. | 47°54′47″N 27°08′12″E / 47.912977924°N 27.136728971°E | |
| Cireșu Mic          | 156561     | Criciova            | Timiș         | 1                | Conform informațiilor din cadrul Recensământului Populației și Locuințelor din anul 2011 localitatea avea un locuitor la data recensământului. Localitatea nu se află nici pe Planurile Directoare de Tragere (1916-1959), nici pe ortofotoplanuri. Conform unui articol din ziarul ”Timisoara Express” din 2014, localitatea se pare că a fost o colonie de mineri ucrainieni. | 45°40′30″N 22°02′09″E / 45.674965334°N 22.035878940°E | Arhivat în 23 februarie 2015, la Wayback Machine.                                                   |
| Ciudac              |            |                     |               |                  | Sat în Transilvania în roman Farkasverem lui Albert Wass. |                                                       | |
| Ciumița             | 90137      | Lunca Cernii de Jos | Hunedoara     | 0                | Conform informațiilor din cadrul Recensământului Populației și Locuințelor din anul 2011 localitatea nu avea nici un locuitor la data recensământului. Localitatea nu se află pe Planurile Directoare de Tragere (1916-1959), iar pe ortofotoplanuri perimetrul localității delimitează un teren viran, fără construcții, în apropierea cotei 1001m, într-o zonă izolată, fără drum de acces. Situația este confirmată și într-un articol din ziarul ”Deva Online”, din anul 2008. | 45°40′16″N 22°30′55″E / 45.671117913°N 22.515223022°E | |
| Codreni             | 103586     | Gurbănești          | Călărași      | 0                | Conform informațiilor din cadrul Recensământului Populației și Locuințelor din anul 2011 localitatea nu avea nici un locuitor la data recensământului. Localitatea nu se află pe Planurile Directoare de Tragere (1916-1959), iar pe ortofotoplanuri se mai pot observa două construcții pe malul lacului, dar nu se mai păstrează nimic din vechea vatră a satului sau din rețeaua de drumuri. Cel mai probabil localitatea a fost desființată odată cu apariția lacului Mostiștea prin ridicarea barajului de la Gurbănești. | 44°23′24″N 26°38′58″E / 44.390131635°N 26.649361458°E | |
| Comisoaia           | 50433      | Zărnești            | Buzău         | 0                | Conform informațiilor din cadrul Recensământului Populației și Locuințelor din anul 2011 localitatea nu avea nici un locuitor la data recensământului. Localitatea a fost identificată pe Planurile Directoare de Tragere (1916-1959), iar pe ortofotoplanuri perimetrul localității delimitează câteva construcții în stare bună. | 45°18′08″N 26°55′20″E / 45.302192410°N 26.922100589°E | |
| Copaci              | 91651      | Totești             | Hunedoara     | 0                | Conform informațiilor din cadrul Recensământului Populației și Locuințelor din anul 2011 localitatea nu avea nici un locuitor la data recensământului. Localitatea a fost identificată pe Planurile Directoare de Tragere (1916-1959), iar pe ortofotoplanuri perimetrul localității delimitează doar trei gospodării, toate ruine, aflate pe locul vechii vetre. Situația este confirmată și de un articol din ziarul ”Replica” din 2013, în care se precizează că satul a fost parțial distrus de comuniști, fiind părăsit ulterior și de ceilalți locuitori. În conformitate cu informațiile statistice din anul 2013 ale Autorității Naționale Sanitar Veterinare și Pentru Siguranța Alimentelor localitatea figurează cu 4 bovine. | 45°35′33″N 22°54′11″E / 45.592390897°N 22.903114230°E | |
| Costei              | 25255      | Săucești            | Bacău         | 0                | Conform informațiilor din cadrul Recensământului Populației și Locuințelor din anul 2011 localitatea nu avea nici un locuitor la data recensământului. Localitatea a fost identificată pe Planurile Directoare de Tragere (1916-1959), iar ortofotoplanurile arată că localitatea Costei nu mai are nici o urmă în teren, perimetrul delimitând terenuri virane, lipsite de construcții vizibile. Dispariția satului este precizată și în articolul de pe Wikipedia referitor la satul Costei. | 46°36′39″N 26°58′18″E / 46.610825660°N 26.971707216°E | |
| Crângurile          | 132208     | Baba Ana            | Prahova       | 0                | Conform informațiilor din cadrul Recensământului Populației și Locuințelor din anul 2011 localitatea nu avea nici un locuitor la data recensământului. Localitatea a fost identificată pe Planurile Directoare de Tragere (1916-1959), dar cu denumirea ”Mărăcini”. Pe ortofotoplanuri nu se mai pot identifica urme ale așezării, în afară de câteva drumuri. Articolul de pe Wikipedia referitor la satul Crângurile confirmă existența lui și faptul că în trecut se numea ”Mărăcini”. | 44°59′45″N 26°29′11″E / 44.995860580°N 26.486461204°E | |
| Cucu                | 138315     | Odoreu              | Satu Mare     | 11               | Conform informațiilor din cadrul Recensământul Populației și Locuințelor din anul 2011 localitatea avea unsprezece locuitori la data recensământului. Localitatea a fost identificată pe Planurile Directoare de Tragere(1916-1959), iar pe ortofotoplanuri se poate identifica doar o singură clădire în Sud-Estul arealului. În 14 mai 1970 această localitate a fost inundată de râul Someș. Clădirile ce nu au fost distruse de viitură au fost dărâmate cu buldozerele în timpul regimului comunist. | 47°47′11″N 22°57′58″E / 47.786250628°N 22.966066403°E | |
| Curcani             | 61345      | Cobadin             | Constanța     | 4                | Conform informațiilor din cadrul Recensământului Populației și Locuințelor din anul 2011 localitatea avea patru locuitori la data recensământului.Localitatea a fost identificată pe Planurile Directoare de Tragere (1916-1959), iar pe ortofotoplanuri se observă o rețea de drumuri și construcții care par să fi fost/să fie un complex agricol/zootehnic. În conformitate cu informațiile statistice din anul 2013 ale Autorității Naționale Sanitar Veterinare și Pentru Siguranța Alimentelor localitatea figurează cu 100 de bovine, 734 ovine și 255 de caprine. Cel mai probabil ferma figurează ca fiind localitate, însă fiind o unitate zootehnică nu are locuire permanentă, numărul de locuitori fiind de doar 4, conform recensământului populației din anul 2011. În acest context o fermă nu poate fi considerată a fi o localitate. | 43°59′54″N 28°05′48″E / 43.998320476°N 28.096610469°E | |
| Curpenii Silvașului | 91553      | Toplița             | Hunedoara     | 0                | Conform informațiilor din cadrul Recensământului Populației și Locuințelor din anul 2011 localitatea nu avea nici un locuitor la data recensământului. Localitatea a fost identificată pe Planurile Directoare de Tragere (1916-1959), dar ortofotoplanurile nu prezintă nici o construcție rămasă în picioare. Situația este confirmată și într-un articol din ziarul ”Deva Online”, din anul 2008. | 45°39′18″N 22°49′11″E / 45.655086298°N 22.819725104°E | |
| Csákánfalu          |            |                     |               |                  | Sat în Transilvania în roman Hamueső lui Irén Gulácsy. |                                                       | |
| Dalu                | 119420     | Sânger              | Mureș         | 0                | Conform informațiilor din cadrul Recensământului Populației și Locuințelor din anul 2011 localitatea nu avea nici un locuitor la data recensământului. Localitatea nu se află pe Planurile Directoare de Tragere (1916-1959), iar pe ortofotoplanuri perimetrul localității delimitează doar două gospodării. | 46°32′43″N 24°05′23″E / 46.545264237°N 24.089694992°E | |
| Dealu Secării       | 165354     | Poienești           | Vaslui        | 2                | Conform informațiilor din cadrul Recensământului Populației și Locuințelor din anul 2011 localitatea avea doi locuitori la data recensământului. Localitatea nu se află pe Planurile Directoare de Tragere (1916-1959), iar pe ortofotoplanuri perimetrul localității delimitează doar o gospodărie. | 46°31′17″N 27°34′02″E / 46.521378244°N 27.567290450°E | |
| Deșirați            | 43947      | Scorțaru Nou        | Brăila        | 0                | Conform informațiilor din cadrul Recensământului Populației și Locuințelor din anul 2011 localitatea nu avea nici un locuitor la data recensământului. Localitatea a fost identificată pe Planurile Directoare de Tragere (1916-1959), dar conform unui articol din ziarul ”Jurnalul Național”, din anul 2005, satul a fost distrus de inundațiile din anul 1970, iar populația mutată. | 45°19′25″N 27°34′26″E / 45.323709568°N 27.573990663°E | |
| Doptău              | 7909       | Șona                | Alba          | 0                | Conform informațiilor din cadrul Recensământului Populației și Locuințelor din anul 2011 localitatea nu avea nici un locuitor la data recensământului. Localitatea nu se află pe Planurile Directoare de Tragere (1916-1959), iar pe ortofotoplanuri perimetrul localității mai delimitează doar 3 gospodării care par în stare acceptabilă. Situația este confirmată și într-un articol din ziarul ”Gândul” din 2005. | 46°15′48″N 23°55′57″E / 46.263390379°N 23.932584550°E | |
| Dorofei             | 22335      | Dealu Morii         | Bacău         | 0                | Conform informațiilor din cadrul Recensământului Populației și Locuințelor din anul 2011 localitatea nu avea nici un locuitor la data recensământului. Localitatea a fost identificată pe Planurile Directoare de Tragere (1916-1959. În perimetrul localității pe imaginile satelitare recente se mai poate observa o singură gospodărie. Conform Ziarului de Iași, articol publicat la 10.06.2002, aflăm că satul a fost părăsit/abandonat. | 46°19′36″N 27°18′44″E / 46.326747144°N 27.312351087°E | |
| După Deal           | 116466     | Cuci                | Mureș         | 0                | Conform informațiilor din cadrul Recensământului Populației și Locuințelor din anul 2011 localitatea nu avea nici un locuitor la data recensământului. Localitatea a fost identificată pe Planurile Directoare de Tragere (1916-1959), dar pe ortofotoplanuri perimetrul delimitează un teren viran, fără construcții, pe poziția vechii vetre a satului. | 46°29′15″N 24°11′46″E / 46.487637122°N 24.196051865°E | |
| Drakulesti          |            |                     |               |                  | Sat în Transilvania în nuvela A medve lui György Moldova. |                                                       | |
| Eteni               | 138324     | Odoreu              | Satu Mare     | 0                | Conform informațiilor din cadrul Recensământului Populației și Locuințelor din anul 2011 localitatea nu avea nici un locuitor la data recensământului. Localitatea a fost identificată pe Planurile Directoare de Tragere (1916-1959), dar pe ortofotoplanuri perimetrul delimitează un teren viran, fără construcții, pe poziția vechii vetre a satului. Localitatea a fost distrusă de râul Someș, pe 14 mai 1970, după ce râul a inundat satele Eteni și Cucu. Ruinele gospodăriilor din localitate au fost rase cu ajutorul buldozerelor, în timpul regimului comunist. În conformitate cu informațiile statistice din anul 2013 ale Autorității Naționale Sanitar Veterinare și Pentru Siguranța Alimentelor localitatea figurează cu 104 caprine. | 47°46′43″N 23°02′40″E / 47.778574992°N 23.044310353°E | |
| Filiu               | 42940      | Bordei Verde        | Brăila        | 0                | Conform informațiilor din cadrul Recensământului Populației și Locuințelor din anul 2011 localitatea nu avea nici un locuitor la data recensământului. Localitatea a fost identificată pe Planurile Directoare de Tragere. În prezent, fapt observat pe imaginile satelitare recente, perimetrul delimitează un teren viran. Nu există urme de clădiri sau tramă stradală. Satul a dispărut în urma inundațiilor din 1970. | 44°59′07″N 27°31′22″E / 44.985295089°N 27.522741584°E | |
| Ganaș               | 136731     | Acâș                | Satu Mare     | 0                | Conform informațiilor din cadrul Recensământului Populației și Locuințelor din anul 2011 localitatea nu avea nici un locuitor la data recensământului. Localitatea a fost identificată pe Planurile Directoare de Tragere (1916 - 1959). Pe imaginile satelitare recente, au mai fost identificate doar două gospodării și un drum de acces. | 47°31′03″N 22°40′42″E / 47.517600107°N 22.678367551°E | |
| Găleșoaia           | 79772      | Câlnic              | Gorj          | 1                | Conform informațiilor din cadrul Recensământului Populației și Locuințelor din anul 2011 localitatea avea un locuitor la data recensământului. Localitatea a fost identificată pe Planurile Directoare de Tragere (1916 - 1959). Aceasta a început să dispară începând cu anul 1992, datorită extinderii minei de cărbune din apropiere. În prezent, pe imaginile satelitare recente, nu se mai pot identifica trama stradală sau construcții. | 44°55′29″N 23°04′48″E / 44.924776240°N 23.080119105°E | Arhivat în 23 februarie 2015, la Wayback Machine.                                                   |
| Geamăna             | 5390       | Lupșa               | Alba          | 0                | Conform informațiilor din cadrul Recensământului Populației și Locuințelor din anul 2011 localitatea nu avea nici un locuitor la data recensământului. Localitatea a fost identificată pe Planurile Directoare de Tragere (1916 - 1959). Aceasta a fost inundată de iazul de decantare Valea Șesii, iar în prezent mai există doar câteva case în partea superioară a versantului. În conformitate cu informațiile statistice din anul 2013 ale Autorității Naționale Sanitar Veterinare și Pentru Siguranța Alimentelor localitatea figurează cu 7 bovine și un porc, care cel mai probabil aparțin sătenilor care au mai rămas în zonă. Și mai interesant este faptul că, deși localitatea figurează cu 0 locuitori conform informațiilor din cadrul Recensământul Populației și Locuințelor din anul 2011, în perimetrul localității a fost construită o nouă biserică, având în vedere că din vechea biserică se mai observă astăzi doar acoperișul și turla ieșind din apele iazului de decantare.                                                                               | 46°19′45″N 23°12′23″E / 46.329288770°N 23.206259519°E | Arhivat în 23 februarie 2015, la Wayback Machine.                                                   |
| Giurcuța de Jos     | 56050      | Beliș               | Cluj          | 0                | Conform informațiilor din cadrul Recensământului Populației și Locuințelor din anul 2011 localitatea nu avea nici un locuitor la data recensământului. Localitatea a fost identificată pe Planurile Directoare de Tragere (1916 - 1959). Aceasta a fost inundată în momentul creării lacului de acumulare Fântânele. Sursele OpenStreetMap și WikiMapia indică o poziționare a localității pe un teren viran pe malul drept al lacului, unde nu se observă construcții, iar ANCPI identifică localitatea la 7,5 km în amonte de vechiul amplasament al localității, pe teritoriul localității Giurcuța de Sus, tăind în două localitatea. | 46°38′58″N 22°54′47″E / 46.649372262°N 22.913116202°E | |
| Grabicina de Sus    | 49395      | Scorțoasa           | Buzău         | 1                | Conform informațiilor din cadrul Recensământului Populației și Locuințelor din anul 2011 localitatea avea un locuitor la data recensământului. Localitatea a fost identificată pe Planurile Directoare de Tragere (1916 - 1959). În prezent au mai fost identificate doar câteva case. Conform Wikipedia, locuitorii s-au mutat treptat în satul vecin, Golu Grabicina, datorită alunecărilor de teren. | 45°25′45″N 26°39′50″E / 45.429127260°N 26.663912221°E | |
| Grăniceru           | 62422      | Negru Vodă          | Constanța     | 0                | Conform informațiilor din cadrul Recensământului Populației și Locuințelor din anul 2011 localitatea nu avea nici un locuitor la data recensământului. Localitatea a fost identificată pe Planurile Directoare de Tragere (1916 - 1959). Pe imaginile satelitare recente, nu au mai putut fi identificate case sau trama stradală, iar perimetrul corespunde unui teren viran. | 43°47′39″N 28°15′46″E / 43.794187094°N 28.262688148°E | |
| Groapa Vlădichii    | 149450     | Moara               | Suceava       | 0                | Conform informațiilor din cadrul Recensământului Populației și Locuințelor din anul 2011 localitatea nu avea nici un locuitor la data recensământului. Localitatea a fost identificată pe Planurile Directoare de Tragere (1916 - 1959). Pe imaginile satelitare recente, nu au mai putut fi identificate case sau trama stradală, iar perimetrul corespunde unui teren viran. | 47°33′58″N 26°14′07″E / 47.566181079°N 26.235276513°E | |
| Gruița              | 72711      | Goiești             | Dolj          | 0                | Conform informațiilor din cadrul Recensământului Populației și Locuințelor din anul 2011 localitatea nu avea nici un locuitor la data recensământului. Localitatea a fost identificată pe Planurile Directoare de Tragere (1916 - 1959), dar cu numele de "Crucile". Pe imaginile satelitare recente se poate identifica o singură gospodărie. | 44°30′22″N 23°48′01″E / 44.505993951°N 23.800333964°E | |
| Gura Gârluței       | 42888      | Berteștii de Jos    | Brăila        | 0                | Conform informațiilor din cadrul Recensământului Populației și Locuințelor din anul 2011 localitatea nu avea nici un locuitor la data recensământului. Localitatea a fost identificată pe Planurile Directoare de Tragere (1916 - 1959). Datorită frecventelor inundații, populația a fost cel mai probabil strămutată, iar teritoriul fostei localități a devenit teren agricol. În prezent se mai pot identifica doar câteva construcții ale unei foste stații de pompare. În conformitate cu informațiile statistice din anul 2013 ale Autorității Naționale Sanitar Veterinare și Pentru Siguranța Alimentelor localitatea figurează cu 19 bovine, 8 ovine și 4 porcine. | 44°49′55″N 27°48′53″E / 44.831892621°N 27.814820625°E | |
| Hodaia              | 116750     | Fărăgău             | Mureș         | 0                | Conform informațiilor din cadrul Recensământului Populației și Locuințelor din anul 2011 localitatea nu avea nici un locuitor la data recensământului. Localitatea nu a putut fi identificată pe Planurile Directoare de Tragere (1916 - 1959). În prezent perimetrul delimitează un teren viran pe care nu s-au identificat clădiri sau străzi. | 46°46′25″N 24°28′41″E / 46.773728575°N 24.478158040°E | |
| Hordila             | 165666     | Pungești            | Vaslui        | 6                | Conform informațiilor din cadrul Recensământului Populației și Locuințelor din anul 2011 localitatea avea șase locuitori la data recensământului. Localitatea a fost identificată pe Planurile Directoare de Tragere (1916 - 1959). Pe imaginile satelitare recente, s-au identificat două gospodării, dar care conform Google, aparțin localității Fundătura Mică. Localitatea a dispărut datorită alunecărilor de teren. Locuitorii s-au mutat în 1975 în satul Toporăști. | 46°42′24″N 27°26′01″E / 46.706733009°N 27.433658997°E | |
| Hosasău             | 85715      | Leliceni            | Harghita      | 0                | Conform informațiilor din cadrul Recensământului Populației și Locuințelor din anul 2011 localitatea nu avea nici un locuitor la data recensământului. Localitatea a fost identificată pe Planurile Directoare de Tragere (1916 - 1959), dar cu un alt nume. Pe imaginile satelitare recente se pot identifica destul de multe gospodării, dar acestea sunt părăsite sau locuite doar sezonier, conform Agerpres | 46°20′37″N 25°54′23″E / 46.343542639°N 25.906313209°E | Arhivat în 23 februarie 2015, la Wayback Machine. Arhivat în 23 februarie 2015, la Wayback Machine. |
| Huștiu              | 77055      | Priponești          | Galați        | 0                | Conform informațiilor din cadrul Recensământului Populației și Locuințelor din anul 2011 localitatea nu avea nici un locuitor la data recensământului. Localitatea a fost identificată pe Planurile Directoare de Tragere (1916 - 1959). Pe imaginile satelitare recente, nu s-au putut identifica străzi sau construcții, în perimetrul actual existând doar un teren viran. Localitatea a fost părăsită treptat în anii '70 - '80. | 46°07′52″N 27°25′13″E / 46.131083656°N 27.420390137°E | |
| Ibru                | 3422       | Blandiana           | Alba          | 0                | Conform informațiilor din cadrul Recensământului Populației și Locuințelor din anul 2011 localitatea nu avea nici un locuitor la data recensământului. Localitatea nu a putut fi identificată pe Planurile Directoare de Tragere (1916 - 1959). Pe imaginile satelitare recente, apar câteva gospodării, dar acestea au fost părăsite. | 46°01′10″N 23°20′45″E / 46.019530114°N 23.345836330°E | Arhivat în 23 februarie 2015, la Wayback Machine.                                                   |
| Iesle               | 149334     | Mălini              | Suceava       | 0                | Conform informațiilor din cadrul Recensământului Populației și Locuințelor din anul 2011 localitatea nu avea nici un locuitor la data recensământului. Localitatea a fost identificată pe Planurile Directoare de Tragere (1916 - 1959). Pe imaginile satelitare recente au fost identificate 5 gospodării, dar acestea sunt părăsite. | 47°18′50″N 25°54′44″E / 47.313761750°N 25.912347080°E | |
| Incești             | 6495       | Poșaga              | Alba          | 0                | Conform informațiilor din cadrul Recensământului Populației și Locuințelor din anul 2011 localitatea nu avea nici un locuitor la data recensământului. Localitatea nu a putut fi identificată pe Planurile Directoare de Tragere (1916 - 1959). Pe imaginile satelitare recente nu au fost identificate gospodării sau tramă stradală. În articolul de ziar, datat 2005, localitatea este declarată depopulată, iar perimetrul localității înconjoară câteva construcții (probabil stâne de oi), care nici măcar nu sunt conectate de o rețea de transport. În conformitate cu informațiile statistice din anul 2013 ale Autorității Naționale Sanitar Veterinare și Pentru Siguranța Alimentelor localitatea figurează cu 12 bovine și 160 ovine. Este posibil ca din vechea localitate să mai fi rămas doar o stână. | 46°27′37″N 23°17′01″E / 46.460164673°N 23.283598073°E | |
| Italieni            | 69991      | Bucovăț             | Dolj          | 0                | Conform informațiilor din cadrul Recensământului Populației și Locuințelor din anul 2011 localitatea nu avea nici un locuitor la data recensământului. Localitatea a fost identificată pe Planurile Directoare de Tragere (1916 - 1959). Pe imaginile satelitare recente nu s-a putut identifica o vatră sau trama stradală. Localitatea a fost distrusă în perioada comunistă, iar populația relocată. | 44°18′10″N 23°35′44″E / 44.302812721°N 23.595420520°E | |
| Lehnești            | 38768      | Ripiceni            | Botoșani      | 0                | Conform informațiilor din cadrul Recensământului Populației și Locuințelor din anul 2011 localitatea nu avea nici un locuitor la data recensământului. Localitatea a fost identificată pe Planurile Directoare de Tragere (1916 - 1959). Localitatea a fost inundată la amenajarea lacului Stânca-Costești. | 47°53′04″N 27°10′30″E / 47.884318641°N 27.175051792°E | |
| Libertatea          | 93352      | Dichiseni           | Călărași      | 0                | Conform informațiilor din cadrul Recensământului Populației și Locuințelor din anul 2011 localitatea nu avea nici un locuitor la data recensământului. Localitatea nu apare cu toponim pe Planurile directoare de tragere (1916-1959) și nici pe imaginile satelitare mai noi. | 44°16′04″N 27°29′59″E / 44.267804163°N 27.499825904°E | |
| Lindenfeld          | 51715      | Buchin              | Caraș-Severin | 0                | Conform informațiilor din cadrul Recensământului Populației și Locuințelor din anul 2011 localitatea nu avea nici un locuitor la data recensământului. Localitatea este identificabilă pe Planurile directoare de tragere (1916-1959) și pe imaginile satelitare din prezent sub forma a câteva construcții grupate. | 45°18′47″N 22°06′38″E / 45.313046571°N 22.110496390°E | |
| Livada              | 37146      | Dobârceni           | Botoșani      | 0                | Conform informațiilor din cadrul Recensământului Populației și Locuințelor din anul 2011 localitatea nu avea nici un locuitor la data recensământului. Localitatea nu apare pe Planurile directoare de tragere (1916-1959) și nici pe imaginile satelitare mai noi, conform Google Maps localitatea există fiind prezentă sub acest nume o parte din localitatea Murguța. | 47°49′28″N 27°05′38″E / 47.824421842°N 27.093866303°E | |
| Lunca               | 105730     | Valea Argovei       | Călărași      | 0                | Conform informațiilor din cadrul Recensământului Populației și Locuințelor din anul 2011 localitatea nu avea nici un locuitor la data recensământului. Localitatea este identificată pe Planurile directoare de tragere (1916-1959), în prezent fiind sub nivelul apelor lacului Mostiștea, format în spatele barajului de la Frasinet. | 44°20′31″N 26°46′05″E / 44.341823518°N 26.767981259°E | |
| Lunca Bonțului      | 57671      | Fizeșu Gherlii      | Cluj          | 0                | Conform informațiilor din cadrul Recensământului Populației și Locuințelor din anul 2011 localitatea nu avea nici un locuitor la data recensământului. Localitatea nu apare pe Planurile directoare de tragere (1916-1959), iar în prezent pe imaginile din Google Maps apar numai 4 construcții. În conformitate cu informațiile statistice aferente crotalierii din anul 2013 ale Autorității Naționale Sanitar Veterinare și Pentru Siguranța Alimentelor localitatea figurează cu 1 bovină în condițiile în care populația conform recensământului a fost 0. Probabil această localitate nu trebuie să există fiindcă nu relevă locuire permanentă. | 46°59′03″N 23°57′34″E / 46.984028476°N 23.959336434°E | |
| Malaica             | 71714      | Cerăt               | Dolj          | 0                | Conform informațiilor din cadrul Recensământului Populației și Locuințelor din anul 2011 localitatea nu avea nici un locuitor la data recensământului. Localitatea este identificată pe Planurile directoare de tragere (1916-1959), dar în prezent nu are o vatră identificabilă și nu sunt prezente construcții. Malaica a fost un sat în județul Dolj, Oltenia, România. Satul a fost inundat de râul Desnățui în anul 1990, locuitorii mutându-se în comuna Cerăt la 2km distanță, care este situat la o altitudine mai mare. | 44°05′13″N 23°40′09″E / 44.087052886°N 23.669152080°E | Arhivat în 23 februarie 2015, la Wayback Machine.                                                   |
| Maldaoci            | 115281     | Ațintiș             | Mureș         | 0                | Conform informațiilor din cadrul Recensământului Populației și Locuințelor din anul 2011 localitatea nu avea nici un locuitor la data recensământului. Localitatea este identificabilă pe Planurile directoare de tragere (1916-1959), iar în prezent nu este identificabilă o vatră a localității sau construcții. | 46°24′31″N 24°02′15″E / 46.408532307°N 24.037430427°E | |
| Martonca            | 85449      | Remetea             | Harghita      | 0                | Conform informațiilor din cadrul Recensământului Populației și Locuințelor din anul 2011 localitatea nu avea nici un locuitor la data recensământului. Localitatea nu este identificabilă pe Planurile directoare de tragere (1916-1959), iar pe imaginile mai noi din Google Maps sunt prezente 3 construcții. | 46°49′45″N 25°25′43″E / 46.829091670°N 25.428498771°E | |
| Medrești            | 7605       | Sohodol             | Alba          | 0                | Conform informațiilor din cadrul Recensământului Populației și Locuințelor din anul 2011 localitatea nu avea nici un locuitor la data recensământului. Localitatea nu apare pe planurile directoare de tragere (1916-1959), pe Hărțile austriece apare toponimul La Medreș fără a se indica o localitate. Pe imaginile satelitare din Google Maps apar 4 construcții fără a forma o vatră. | 46°17′43″N 22°57′12″E / 46.295222765°N 22.953203649°E | |
| Merișor             | 63713      | Sita Buzăului       | Covasna       | 0                | Conform informațiilor din cadrul Recensământului Populației și Locuințelor din anul 2011 localitatea nu avea nici un locuitor la data recensământului. Pentru această zonă nu sunt disponibile Planuri directoare de tragere, iar pe imaginile satelitare noi sunt prezente 2 construcții, dintre care una este un saivan. | 45°38′13″N 26°05′36″E / 45.636840991°N 26.093228851°E | |
| Mesteacăn           | 90789      | Răchitova           | Hunedoara     | 0                | Conform informațiilor din cadrul Recensământului Populației și Locuințelor din anul 2011 localitatea nu avea nici un locuitor la data recensământului. Localitatea este identificată pe Planurile directoare de tragere (1916-1959) și pe imaginile din Google Maps din prezent apare vatra localității cu căile de acces și construcțiile părăsite. În conformitate cu informațiile statistice aferente crotalierii din anul 2013 ale Autorității Naționale Sanitar Veterinare și Pentru Siguranța Alimentelor localitatea figurează cu 29 bovine și 341 ovine, în condițiile în care populația conform recensământului a fost 0. Probabil această localitate nu trebuie să există fiindcă nu relevă locuire permanentă. | 45°38′00″N 22°44′24″E / 45.633250160°N 22.739994784°E | |
| Morotești           | 44373      | Unirea              | Brăila        | 0                | Conform informațiilor din cadrul Recensământului Populației și Locuințelor din anul 2011 localitatea nu avea nici un locuitor la data recensământului. Localitatea este identificată pe Planurile directoare de tragere (1916-1959), dar pe imaginile recente, în perimetrul localității mai apar numai 3 construcții. | 45°07′47″N 27°44′34″E / 45.129770743°N 27.742893952°E | |
| Morțești            | 56942      | Ceanu Mare          | Cluj          | 5                | Localitatea este identificată pe Planurile directoare de tragere (1916-1959) dar pe imaginile recente în perimetrul localității mai apar doar câteva construcții. În conformitate cu informațiile statistice aferente crotalierii din anul 2013 ale Autorității Naționale Sanitar Veterinare și Pentru Siguranța Alimentelor localitatea figurează cu 2 bovine și 637 ovine în condițiile în care populația, conform Recensământului Populației și Locuințelor din anul 2011 a fost 5 locuitori. | 46°38′20″N 23°54′25″E / 46.638900074°N 23.906866949°E | Arhivat în 23 februarie 2015, la Wayback Machine.                                                   |
| Mosoru              | 91606      | Toplița             | Hunedoara     | 0                | Conform informațiilor din cadrul Recensământului Populației și Locuințelor din anul 2011 localitatea nu avea nici un locuitor la data recensământului. Localitatea este identificabilă pe planurile directoare de tragere prin prezența unui toponim, iar pe imaginile satelitare recente sunt identificabile 4 construcții. | 45°39′10″N 22°48′07″E / 45.652872628°N 22.802068427°E | Arhivat în 23 februarie 2015, la Wayback Machine.                                                   |
| Movila Ruptă        | 38777      | Ripiceni            | Botoșani      | 0                | Conform informațiilor din cadrul Recensământului Populației și Locuințelor din anul 2011 localitatea nu avea nici un locuitor la data recensământului. Localitatea apare pe Planurile directoare de tragere (1916-1959), fiind în prezent inundată de apele lacului de acumulare Stânca Costești. | 47°54′47″N 27°09′56″E / 47.913016339°N 27.165436084°E | |
| Mureșeni            | 114337     | Târgu Mureș         | Mureș         | 0                | Localitatea Mureșeni este identificabilă pe Planurile directoare de tragere (1916-1959), iar în prezent este parte componentă a municipiului Târgu Mureș. | 46°30′54″N 24°30′14″E / 46.514934729°N 24.504000461°E | [nefuncțională]                                                                                     |
| Nedeicu             | 43536      | Mărașu              | Brăila        | 0                | Conform informațiilor din cadrul Recensământului Populației și Locuințelor din anul 2011, localitatea nu avea nici un locuitor la data recensământului. Localitatea nu apare pe Planurile directoare de tragere (1916-1959), fiind prezent numai toponimul Nedeicu. În prezent pe imaginile din Google Maps apar numai 2 construcții. | 44°49′37″N 27°58′28″E / 44.827081263°N 27.974346537°E | |
| Nevățu              | 110508     | Balta               | Mehedinți     | 0                | Conform informațiilor din cadrul Recensământului Populației și Locuințelor din anul 2011 localitatea nu avea nici un locuitor la data recensământului. Pentru această zonă nu sunt disponibile Planuri directoare de tragere, iar pe imaginile satelitare noi nu sunt prezente elemente care să certifice existența unei localități. | 44°53′34″N 22°37′00″E / 44.892790303°N 22.616717584°E | |
| Nicolae Bălcescu    | 43965      | Scorțaru Nou        | Brăila        | 0                | Conform informațiilor din cadrul Recensământului Populației și Locuințelor din anul 2011 localitatea nu avea nici un locuitor la data recensământului. Localitatea identificată pe Planurile directoare de tragere (1916-1959) are alt toponim (Pitulați respectiv Pitulați Vechi). Pe imaginile recente apare localitatea Pitulați. | 45°22′23″N 27°34′14″E / 45.373053736°N 27.570500592°E | |
| Nicolești           | 42897      | Berteștii de Jos    | Brăila        | 0                | Conform informațiilor din cadrul Recensământului Populației și Locuințelor din anul 2011 localitatea nu avea nici un locuitor la data recensământului. Localitatea nu este identificabilă pe Planurile directoare de tragere (1916-1959), iar pe imaginile mai noi din Google Maps nu sunt prezente construcții. | 44°49′27″N 27°49′57″E / 44.824293647°N 27.832393013°E | |
| Obârșie             | 119082     | Râciu               | Mureș         | 2                | Conform informațiilor din cadrul Recensământului Populației și Locuințelor din anul 2011 localitatea avea doi locuitori la data recensământului. Localitatea nu apare pe Planurile directoare de tragere (1916-1959), iar în prezent pe imaginile din Google Maps apar numai 4 construcții. | 46°44′42″N 24°23′29″E / 46.744938731°N 24.391444400°E | |
| Ostrovu Tătaru      | 160207     | Chilia Veche        | Tulcea        | 0                | Conform informațiilor din cadrul Recensământului Populației și Locuințelor din anul 2011 localitatea nu avea nici un locuitor la data recensământului. Conform imaginilor satelitare, localitatea este compusă din două perimetre, situate pe ambele maluri ale Ostrovului. Aceasta este alcătuită din clădiri demolate, ruine ale fostei ferme Ostrovu Tătaru. | 45°23′53″N 29°11′06″E / 45.398169636°N 29.184901283°E | |
| Pădureni            | 140468     | Camăr               | Sălaj         | 0                | Conform informațiilor din cadrul Recensământului Populației și Locuințelor din anul 2011 localitatea nu avea nici un locuitor la data recensământului. Perimetrul localității delimitează un teren viran, fără construcții, cu un singur drum de legătură. Din vechea vatră a satului nu se mai găsește nimic în teren, nici construcții și nici rețeaua de transport. | 47°19′51″N 22°38′11″E / 47.330803767°N 22.636282211°E | |
| Pădureni            | 32072      | Viișoara            | Bihor         | 2                | Conform informațiilor din cadrul Recensământului Populației și Locuințelor din anul 2011 localitatea avea doi locuitori la data recensământului. În prezent, conform imaginilor satelitare, localitatea nu mai are nici o construcție, perimetrul localității delimitând un teren agricol. Serverului cartografic al Institutului Național al Patrimoniului confirmă inexistența localității. Cu toate acestea în conformitate cu informațiile statistice aferente crotalierii din anul 2013 ale Autorității Naționale Sanitar Veterinare și Pentru Siguranța Alimentelor localitatea figurează cu 5 bovine și 364 ovine. | 47°25′01″N 22°27′37″E / 47.416997742°N 22.460366363°E | |
| Peștera             | 55035      | Dej                 | Cluj          | 0                | Conform informațiilor din cadrul Recensământului Populației și Locuințelor din anul 2011 localitatea nu avea nici un locuitor la data recensământului. Perimetrul localității înconjoară un teren viran, neavând vatră, gospodării sau o rețea de acces identificabile pe imaginile satelitare. | 47°11′12″N 23°43′18″E / 47.186775016°N 23.721650369°E | |
| Plăiețu             | 134185     | Măneciu             | Prahova       | 0                | Localitate a fost identificată pe Planurile Directoare de Tragere (1916-1959), dar din 1980 aceasta a fost acoperită de ape odată cu construirea barajului de la Frăsinet și formarea lacului Măneciu. Imaginile aeriene indică existența unor construcții la nord de lac, dar din articolele web se înțelege că acestea sunt părăsite. | 45°20′26″N 25°59′03″E / 45.340460223°N 25.984140161°E | |
| Plopeni             | 162657     | Bogdana             | Vaslui        | 0                | Conform informațiilor din cadrul Recensământului Populației și Locuințelor din anul 2011 localitatea nu avea nici un locuitor la data recensământului. Pe imaginile satelitare nu s-a putut identifica o vatră sau o rețea de acces, localitatea având o singură construcție, probabil părăsită. Conform Serverului Cartografic al Institutului Național al Patrimoniului satul a dispărut în anul 1970. | 46°34′42″N 27°36′05″E / 46.578423023°N 27.601516940°E | |
| Poiana              | 21926      | Colonești           | Bacău         | 1                | Conform informațiilor din cadrul Recensământului Populației și Locuințelor din anul 2011 localitatea avea un locuitor la data recensământului. Conform imaginilor satelitare, în perimetrul localității există o singură construcție, iar pe situl web al primăriei comunei Colonești, localitatea nu este enumerată printre satele componente. De pe Serverului cartografic al Institutului Național al Patrimoniului aflăm că localitatea a fost desființată în 1977. | 46°38′44″N 27°12′34″E / 46.645417124°N 27.209346091°E | |
| Poieni              | 8719       | Vidra               | Alba          | 0                | Conform informațiilor din cadrul Recensământului Populației și Locuințelor din anul 2011 localitatea nu avea nici un locuitor la data recensământului. În articolul de ziar din anul 2005, localitatea este declarată depopulată, chiar dacă perimetrul localității delimitează gospodăriile vechi, care în prezent sunt abandonate. În conformitate cu informațiile statistice aferente crotalierii din anul 2013 ale Autorității Naționale Sanitar Veterinare și Pentru Siguranța Alimentelor, localitatea figurează cu 21 bovine în condițiile în care populația conform recensământului a fost 0. Probabil această localitate nu trebuie să existe fiindcă nu relevă locuire permanentă. | 46°20′49″N 22°54′30″E / 46.346967775°N 22.908436283°E | |
| Popoaia             | 38786      | Ripiceni            | Botoșani      | 0                | Conform informațiilor din cadrul Recensământului Populației și Locuințelor din anul 2011 localitatea nu avea nici un locuitor la data recensământului. Toponimul Popoaia nu apare pe Planurile directoare de Tragere (1916-1959), perimetrul localității fiind trasat pe și în apropierea unei construcții cu funcție industrială. S-a găsit un articol de ziar, de la începutul secolului XX, care menționează Popoaia în județul Botoșani, dar este un simplu toponim (desemnând o vale de pârâu), nu o localitate. | 47°51′54″N 27°09′45″E / 47.865117860°N 27.162492793°E | |
| Porumbac            | 117881     | Iernut              | Mureș         | 3                | Conform informațiilor din cadrul Recensământului Populației și Locuințelor din anul 2011 localitatea avea trei locuitori la data recensământului. În zona de cercetare, conform Planurilor directoare de Tragere (1916-1959) există doar un toponim "Porumbacul", aflat pe pârâul "Valea Porumbacului", fără ca alte construcții să fie consemnate. Conform imaginilor aeriene recente se observă doar 2 gospodării. În conformitate cu informațiile statistice aferente crotalierii din anul 2013 ale Autorității Naționale Sanitar Veterinare și Pentru Siguranța Alimentelor localitatea figurează cu 36 bovine și 290 ovine, 7 caprine și 5 porcine, în condițiile în care populația conform recensământului a fost de 3 locuitori. | 46°29′34″N 24°15′53″E / 46.492672510°N 24.264671292°E | |
| Preasna Veche       | 103611     | Gurbănești          | Călărași      | 0                | Conform informațiilor din cadrul Recensământului Populației și Locuințelor din anul 2011 localitatea nu avea nici un locuitor la data recensământului. Pe Planurile directoare de Tragere (1916-1959) localitatea este identificabilă, dar pe imaginile satelitare recente se poate observa că vatra și rețeaua de drumuri a dispărut, singura construcție care și-a păstrat poziția inițială fiind biserica satului, care în prezent este abandonată. Conform Wikipedia, satul a fost depopulat în 1985, ca urmare a construirii barajului de la Gurbănești. | 44°21′36″N 26°43′21″E / 44.360046707°N 26.722427652°E | |
| Racameț             | 117890     | Iernut              | Mureș         | 0                | Localitatea este un cătun la sud de Pădurea Icland, pe malul stâng al pârâului Pădurii, într-o zonă izolată a județului Mureș, foarte puțin conectată prin rețea de drumuri la localitățile învecinate. Imaginile aeriene recente arată 1 gospodărie (probabil o pepinieră silvică) și încă o construcție. De asemenea, conform datelor statistice din 2013 ale Autorității Naționale Sanitar Veterinare și Pentru Siguranța Alimentelor, în cadrul localității există un număr de 8 bovine și 5 porcine. Pe de altă parte, perimetrul localității trasat de ANCPI delimitează un câmp viran, fără construcții. | 46°30′47″N 24°14′05″E / 46.513012476°N 24.234727855°E | |
| Râșca               | 38802      | Ripiceni            | Botoșani      | 0                | Conform informațiilor din cadrul Recensământului Populației și Locuințelor din anul 2011 localitatea nu avea nici un locuitor la data recensământului. Localitate a fost identificată pe Planurile directoare de Tragere (1916-1959), dar în prezent ea este acoperită de apele Lacului Stânca Costești. Sursele OpenStreetMap, WikiMapia și ANCPI indică o poziționare a localității pe un teren viran. | 47°51′57″N 27°11′48″E / 47.865770345°N 27.196563632°E | |
| Retezatu            | 94526      | Stelnica            | Ialomița      | 0                | Conform informațiilor din cadrul Recensământului Populației și Locuințelor din anul 2011 localitatea nu avea nici un locuitor la data recensământului. Conform imaginilor satelitare de pe ANCPI, perimetrul localității înconjoară un teren viran, neavând construcții. Pe Planurile Directoare de Tragere (1916-1959) se poate observa vechea vatră a localității Pârțani. | 44°26′30″N 27°53′37″E / 44.441545912°N 27.893587489°E | |
| Ripicenii Vechi     | 38795      | Ripiceni            | Botoșani      | 0                | Conform informațiilor din cadrul Recensământului Populației și Locuințelor din anul 2011 localitatea nu avea nici un locuitor la data recensământului. Satul Ripiceni se afla inițial, conform Planurilor Directoare de Tragere (1916-1959), în lunca râului Prut. Vechea vatră a fost distrusă de construcția lacului de acumulare, localitatea fiind mutată spre vest, pe locul aflat la sud de fostul sit industrial Ripiceni-Fabrica. Ripicenii Vechi se referă la vechiul amplasament aflat sub apele lacului, ambele surse web confirmând faptul că populația a fost strămutată. Perimetrul ANCPI delimitează un teren viran (100*50m) la sud de satul Ripiceni, pe care nu există nici o construcție | 47°56′44″N 27°10′25″E / 47.945541578°N 27.173549686°E | |
| Românești-Vale      | 38875      | Românești           | Botoșani      | 0                | Conform informațiilor din cadrul Recensământului Populației și Locuințelor din anul 2011 localitatea nu avea nici un locuitor la data recensământului. Pe Planurile directoare de Tragere (1916-1959) se identifică o parte din vatra istorică a satului. Perimetrul localității de la ANCPI delimitează un teren viran pe malul drept al Prutului, care nu prezintă nici o construcție. | 47°45′10″N 27°16′39″E / 47.752899555°N 27.277427286°E | |
| Rudari              | 128640     | Scărișoara          | Olt           | 0                | Conform informațiilor din cadrul Recensământului Populației și Locuințelor din anul 2011 localitatea nu avea nici un locuitor la data recensământului. Localitatea nu apare pe Planurile directoare de Tragere (1916-1959), dar cel mai probabil ea a fost strămutată înaintea finalizării construirii lacului Rusănești, pentru a nu izola populația satului. Imaginile recente nu indică nici o construcție pe amplasamentul vechii localități, fiind delimitat un teren viran. Conform Serverului cartografic al Institutului Național al Patrimoniului localitatea a dispărut între 1973-1974. | 43°59′27″N 24°35′42″E / 43.990919917°N 24.594987297°E | |
| Ruginoasa           | 19766      | Valea Iașului       | Argeș         | 0                | Conform informațiilor din cadrul Recensământului Populației și Locuințelor din anul 2011 localitatea nu avea nici un locuitor la data recensământului. Perimetrul localității mai are 5 gospodării, din care 1 locuită, iar în articolul de ziar, datat 2003, se mai consemnau doar 2 locuitori. Tot în articol se prezintă dorința autorităților publice pentru desființarea localității, iar persoanele și terenurile să treacă în componența satului Borovinești. | 45°12′51″N 24°43′19″E / 45.214059843°N 24.721953809°E | Arhivat în 23 februarie 2015, la Wayback Machine.                                                   |
| Satu Nou            | 113457     | Punghina            | Mehedinți     | 0                | Conform informațiilor din cadrul Recensământului Populației și Locuințelor din anul 2011 localitatea nu avea nici un locuitor la data recensământului. Localitatea nu a fost identificată pe Planurile Directoare de Tragere (1916-1959). Perimetrele localității delimitează o zonă din nordul satului Drincea. La nord de satul Drincea, se observă un areal construit, care ar putea fi Satu Nou, dar care nu poartă acest nume - în prezent doar biserica (ctitorită 1935) mai există pe acest amplasament. | 44°18′46″N 22°59′30″E / 44.312823863°N 22.991606198°E | |
| Satu Nou            | 162256     | Banca               | Vaslui        | 0                | Conform informațiilor din cadrul Recensământului Populației și Locuințelor din anul 2011 localitatea nu avea nici un locuitor la data recensământului. Localitatea a fost identificată pe Planurile Directoare de Tragere (1916-1959) prin prezența unei biserici, dar pe ortofotoplanuri perimetrul delimitează un teren viran, fără construcții. | 46°17′51″N 27°47′54″E / 46.297535842°N 27.798424456°E | |
| Stânca              | 160038     | Casimcea            | Tulcea        | 0                | Conform informațiilor din cadrul Recensământului Populației și Locuințelor din anul 2011 localitatea nu avea nici un locuitor la data recensământului. Perimetrul localității înconjoară un teren viran, pe care se pot observa limitele gospodăriilor vechi dar fără să mai existe vreo construcție intactă. | 44°44′41″N 28°17′23″E / 44.744646069°N 28.289634419°E | |
| Stârcu              | 56951      | Ceanu Mare          | Cluj          | 6                | Conform informațiilor din cadrul Recensământului Populației și Locuințelor din anul 2011 localitatea avea șase locuitori la data recensământului. Localitatea a fost identificată pe Planurile Directoare de Tragere (1916-1959. În perimetrul localității pe imaginile satelitare recente se mai poate observa trei gospodării. Cu toate acestea, în datele statistice din 2013 ale Autorității Naționale Sanitar Veterinare și Pentru Siguranța Alimentelor au fost înregistrate un număr de 15 bovine și 233 ovine, un număr destul de mare pentru spațiul restrâns aferent celor 3 gospodării. | 46°38′50″N 23°53′54″E / 46.647097346°N 23.898428836°E | Arhivat în 23 februarie 2015, la Wayback Machine.                                                   |
| Stoenești           | 92621      | Modelu              | Călărași      | 0                | Conform informațiilor din cadrul Recensământului Populației și Locuințelor din anul 2011 localitatea nu avea nici un locuitor la data recensământului. Localitatea a fost identificată pe Planurile Directoare de Tragere (1916-1959), iar pe ortofotoplanuri perimetrul delimitează un teren cu numeroase construcții, majoritatea părând a fi parte dintr-o fermă. Cel mai probabil această localitate a fost înglobată într-una din cele alăturate. | 44°17′01″N 27°21′20″E / 44.283626563°N 27.355451038°E | |
| Straja              | 61666      | Cumpăna             | Constanța     | 0                | Conform informațiilor din cadrul Recensământului Populației și Locuințelor din anul 2011 localitatea nu avea nici un locuitor la data recensământului. Localitatea a fost identificată pe Planurile Directoare de Tragere (1916-1959), dar pe ortofotoplanuri perimetrul delimitează un teren viran, fără construcții, pe poziția vechii vetre a satului. Localitatea a fost distrusă prin construcția canalului Dunăre-Marea Neagră. | 44°06′06″N 28°27′57″E / 44.101558006°N 28.465775461°E | |
| Șandru              | 118673     | Papiu Ilarian       | Mureș         | 0                | Conform informațiilor din cadrul Recensământului Populației și Locuințelor din anul 2011 localitatea nu avea nici un locuitor la data recensământului. Se mai observă o singură gospodărie pe amplasamentul localități, la vest de Pădurea Chiuaș, la sud de satul Papiu Ilarian. Conform documentului de analiză al CJ Mureș, localitatea este complet depopulată și s-a propus desființarea/comasarea acesteia cu alt sat din apropiere. De asemenea se amintește că locația, prin izolarea extremă, accesul imposibil din cauza drumurilor și lipsa curentului electric, nu pot clasifica zona ca localitate, pentru că ar contrazice textul legii PATN 351/2001. | 46°32′10″N 24°13′01″E / 46.536090688°N 24.217044820°E | |
| Șasa                | 5504       | Lupșa               | Alba          | 2                | Conform informațiilor din cadrul Recensământului Populației și Locuințelor din anul 2011 localitatea avea doi locuitori la data recensământului. Localitatea este identificată pe Planurile Directoare de Tragere (1916-1959), dar sub limita lacului de decantare Valea Șesii. Limita de la ANCPI delimitează câteva gospodării în imediata vecinătate a iazului, care sunt cel mai probabil abandonate. | 46°19′12″N 23°12′32″E / 46.319910313°N 23.209015570°E | |
| Șașvereș            | 85403      | Praid               | Harghita      | 0                | Conform informațiilor din cadrul Recensământului Populației și Locuințelor din anul 2011 localitatea nu avea nici un locuitor la data recensământului. Localitatea a fost identificată pe Planurile Directoare de Tragere (1916-1959), dar pe ortofotoplanuri perimetrul delimitează un teren viran, fără construcții, pe poziția vechii vetre a satului. | 46°33′46″N 25°05′46″E / 46.562821516°N 25.096082804°E | |
| Șerpenița           | 38045      | Manoleasa           | Botoșani      | 0                | Conform informațiilor din cadrul Recensământul Populației și Locuințelor din anul 2011 localitatea nu avea nici un locuitor la data recensământului. Localitatea a fost identificată pe Planurile Directoare de Tragere (1916-1959), dar pe ortofotoplanuri perimetrul delimitează un teren viran, fără construcții, pe poziția vechii vetre a satului. | 48°01′54″N 27°05′40″E / 48.031542758°N 27.094362656°E | |
| Tătulești           | 48156      | Padina              | Buzău         | 0                | Conform informațiilor din cadrul Recensământului Populației și Locuințelor din anul 2011 localitatea nu avea nici un locuitor la data recensământului. Localitatea figurează în Planurile de Tragere (1916-1959), dar în perimetrul localității , în prezent se mai regăsesc doar 2 gospodării, care nici măcar nu sunt conectate între ele cu un drum de legătură, sau de rețeaua de drumuri din apropiere. Pe teritoriul administrativ al localității figurează, conform datelor statistice din 2013 ale Autorității Naționale Sanitar Veterinare și Pentru Siguranța Alimentelor, un efectiv de 154 bovine, 1204 ovine, 422 caprine și 12 porcine. După conformația gospodăriilor identificate pe imaginile satelitare, la care se adaugă și mențiunea că la recensământul populației din 2011 localitatea nu înregistra nici un locuitor, se poate deduce faptul că respectivele incinte sunt de fapt niște ferme fără locuire permanentă, prin urmare nu pot fi catalogate drept localitate.                                                                                     | 44°54′54″N 27°07′05″E / 44.915057370°N 27.117962125°E | |
| Tăutești            | 39514      | Ungureni            | Botoșani      | 0                | Conform informațiilor din cadrul Recensământului Populației și Locuințelor din anul 2011 localitatea nu avea nici un locuitor la data recensământului. Localitatea a fost identificată pe Planurile Directoare de Tragere (1916-1959), dar pe ortofotoplanuri perimetrul delimitează un teren viran, fără construcții, pe poziția vechii vetre a satului. | 47°55′04″N 26°43′52″E / 47.917813768°N 26.731230098°E | |
| Ticera              | 89008      | Bulzeștii de Sus    | Hunedoara     | 0                | Conform informațiilor din cadrul Recensământului Populației și Locuințelor din anul 2011 localitatea nu avea nici un locuitor la data recensământului. Localitatea a fost identificată pe Planurile Directoare de Tragere (1916-1959), dar pe ortofotoplanuri perimetrul delimitează un teren viran, fără construcții, pe poziția vechii vetre a satului. | 46°19′06″N 22°52′40″E / 46.318346063°N 22.877816842°E | |
| Tisa                | 25200      | Sănduleni           | Bacău         | 0                | Localitatea a fost identificată pe Planurile Directoare de Tragere (1916-1959), dar pe ortofotoplanuri perimetrul delimitează un teren viran, fără construcții, pe poziția vechii vetre a satului. Populație 0 și în 2002 și în 2011. | 46°26′01″N 26°43′10″E / 46.433575305°N 26.719342081°E | |
| Todireni            | 165256     | Pădureni            | Vaslui        | 0                | Conform informațiilor din cadrul Recensământului Populației și Locuințelor din anul 2011 localitatea nu avea nici un locuitor la data recensământului. Localitatea a fost identificată pe Planurile Directoare de Tragere (1916-1959), dar pe ortofotoplanuri perimetrul delimitează un teren viran, fără construcții, pe poziția vechii vetre a satului.Satul nu mai există fiind abandonat în anii 70 din lipsa infrastructurii. | 46°30′26″N 28°07′49″E / 46.507167159°N 28.130379813°E | |
| Țâgâra              | 24515      | Plopana             | Bacău         | 0                | Conform informațiilor din cadrul Recensământului Populației și Locuințelor din anul 2011 localitatea nu avea nici un locuitor la data recensământului. Localitatea a fost identificată pe Planurile Directoare de Tragere (1916-1959), dar pe ortofotoplanuri perimetrul delimitează un teren viran, fără construcții, pe poziția vechii vetre a satului. | 46°38′57″N 27°13′11″E / 46.649125209°N 27.219688432°E | |
| Țărmure             | 142943     | Șărmășag            | Sălaj         | 1                | Conform informațiilor din cadrul Recensământului Populației și Locuințelor din anul 2011 localitatea avea un locuitor la data recensământului. Localitatea a fost identificată pe Planurile Directoare de Tragere (1916-1959. În perimetrul localității pe imaginile satelitare recente se mai poate observa o singură gospodărie și o serie de construcții căzute în ruină. | 47°21′12″N 22°45′31″E / 47.353412204°N 22.758604170°E | |
| Ulmi                | 131728     | Urlați              | Prahova       | 0                | Conform informațiilor din cadrul Recensământului Populației și Locuințelor din anul 2011 localitatea nu avea nici un locuitor la data recensământului. Localitatea Ulmi se poate identifica în estul satului Albești-Paleologu, fiind o localitate de dimensiuni foarte mici. Probabil localitatea a fost înființată pentru lucrarea terenului agricol înconjurător, dar în prezent pe amplasamentul vechii localități nu mai există decât teren viran, fără nici o urmă de construcție sau de drum din vechea localitate. | 44°56′53″N 26°14′25″E / 44.948166265°N 26.240333686°E | |
| Valea Fânațului     | 25460      | Secuieni            | Bacău         | 0                | Conform informațiilor din cadrul Recensământului Populației și Locuințelor din anul 2011 localitatea nu avea nici un locuitor la data recensământului. Localitatea a fost identificată pe Planurile Directoare de Tragere (1916-1959), dar pe ortofotoplanuri perimetrul delimitează un teren viran, fără construcții, pe poziția vechii vetre a satului. Sat desființat în 1986. | 46°36′51″N 27°06′50″E / 46.614223843°N 27.113863731°E | |
| Valea Grajdului     | 39596      | Unțeni              | Botoșani      | 0                | Conform informațiilor din cadrul Recensământului Populației și Locuințelor din anul 2011 localitatea nu avea nici un locuitor la data recensământului. Localitatea a fost identificată pe Planurile Directoare de Tragere (1916-1959), dar pe ortofotoplanuri perimetrul delimitează un teren viran, fără construcții, pe poziția vechii vetre a satului. | 47°51′55″N 26°44′20″E / 47.865226283°N 26.738976247°E | |
| Valan               |            |                     |               |                  | Oras minier în Transilvania în film Valan - Valea îngerilor. |                                                       | |
| Valea Seacă         | 93922      | Lehliu-Gară         | Călărași      | 0                | Conform informațiilor din cadrul Recensământului Populației și Locuințelor din anul 2011 localitatea nu avea nici un locuitor la data recensământului. Localitatea a fost identificată pe Planurile Directoare de Tragere (1916-1959), dar pe ortofotoplanuri perimetrul delimitează un teren viran, fără construcții, pe poziția vechii vetre a satului. Se păstrează doar toponimul. | 44°24′43″N 26°53′41″E / 44.411888168°N 26.894810381°E | |
| Vargatac            | 83605      | Gheorgheni          | Harghita      | 7                | Conform informațiilor din cadrul Recensământului Populației și Locuințelor din anul 2011 localitatea avea șapte locuitori la data recensământului. Localitatea a fost identificată pe Planurile Directoare de Tragere(1916-1959. În perimetrul localității pe imaginile satelitare recente se mai poate observa o singură gospodărie. De asemenea, la nivelul anului 2013, în baza de date a Autorității Naționale Sanitar Veterinare și Pentru Siguranța Alimentelor apar înregistrate 3 bovine. | 46°45′15″N 25°37′48″E / 46.754083926°N 25.629864459°E | |
| Văgaș               | 139045     | Tarna Mare          | Satu Mare     | 0                | Conform informațiilor din cadrul Recensământului Populației și Locuințelor din anul 2011 localitatea nu avea nici un locuitor la data recensământului. Localitatea a fost identificată pe Planurile Directoare de Tragere (1916-1959), dar pe ortofotoplanuri perimetrul delimitează un teren viran, fără construcții, pe poziția vechii vetre a satului. | 48°03′50″N 23°15′57″E / 48.063902676°N 23.265742627°E | |
| Vultureni           | 39603      | Unțeni              | Botoșani      | 0                | Conform informațiilor din cadrul Recensământului Populației și Locuințelor din anul 2011 localitatea nu avea nici un locuitor la data recensământului. Localitatea nu a fost identificată pe Planurile Directoare de Tragere (1916-1959), dar pe ortofotoplanuri perimetrul delimitează un teren viran, fără construcții, pe poziția vechii vetre a satului. | 47°51′15″N 26°42′46″E / 47.854108937°N 26.712865319°E | |
| Zărieș              | 5746       | Mihalț              | Alba          | 4                | Conform informațiilor din cadrul Recensământului Populației și Locuințelor din anul 2011 localitatea avea patru locuitori la data recensământului. Localitatea a fost identificată pe Planurile Directoare de Tragere(1916-1959. În perimetrul localității pe imaginile satelitare recente se mai poate observa numeroase gospodării.În articolul de ziar din 2005 localitatea este declarată depopulată. Perimetrul localității delimitează gospodăriile vechi, care în prezent sunt abandonate. Cu toate acestea în statistica Autorității Naționale Sanitar Veterinare și Pentru Siguranța Alimentelor pe anul 2013, apar un număr considerabil de animale crotaliate, între care: 2 bovine, 399 ovine, 14 porcine. | 46°10′59″N 23°42′23″E / 46.182972431°N 23.706303258°E | |

## Legături externe
- CARE SUNT, OFICIAL, ÎN PREZENT LOCALITĂȚILE DIN ROMÂNIA